# Lancia Phedra
De Lancia Phedra is een Europese minivan van automerk Lancia voor het vervoer van zeven of acht personen. De Phedra werd in 2002 op de markt gebracht om de Lancia Z te vervangen. De Lancia Phedra deelt veel van z'n techniek met de Peugeot 807, Fiat Ulysse en de Citroën C8. De motoren zijn allen afkomstig van PSA.
Het model heeft ten opzichte van de modellen van de andere merken een uitgebreide basisuitrusting. Standaard is de Lancia Phedra uitgerust met een cd-navigatiesysteem met kleurenscherm. De keuzes voor de bekleding van het interieur bestaan uit alcantara, leder. Vanaf het eerste kwartaal van 2008 is het model voorzien van een facelift, herkenbaar aan de gewijzigde grille. Vanaf dit modeljaar kwam ook de door PSA in samenwerking met Ford ontwikkelde 2.2 diesel beschikbaar. Dit model was in combinatie met een automatische of handgeschakelde zestraps versnellingsbak leverbaar. Met twee schuifdeuren (in optie elektrisch) kan ook uitgestapt worden in nauwe parkeerplaatsen. In full-option is de Lancia uitgerust met een dvd-speler, xenonlampen en een boordcomputer met navigatiesysteem en airco.

## Motoren

#### Benzine motoren
| Type    | Motor     | Motor     | Motor   | Vermogen | Koppel | Overbrenging             | 0–100 km/h    | Topsnelheid    | Jaartal     |
| Type    | Inhoud    | Cilinders | Kleppen | Vermogen | Koppel | Overbrenging             | 0–100 km/h    | Topsnelheid    | Jaartal     |
| ------- | --------- | --------- | ------- | -------- | ------ | ------------------------ | ------------- | -------------- | ----------- |
| 2.0 16V | 1.998 cm³ | 4-in-lijn | 16V     | 136 pk   | 190 Nm | 5-bak / 4-traps automaat | 11,2 / 13,1 s | 185 / 178 km/h | 2002 - 2005 |
| 3.0 24V | 2.946 cm³ | V6        | 24V     | 204 pk   | 285 Nm | 4-traps automaat         | 10,2 s        | 205 km/h       | 2002 - 2006 |

#### Diesel

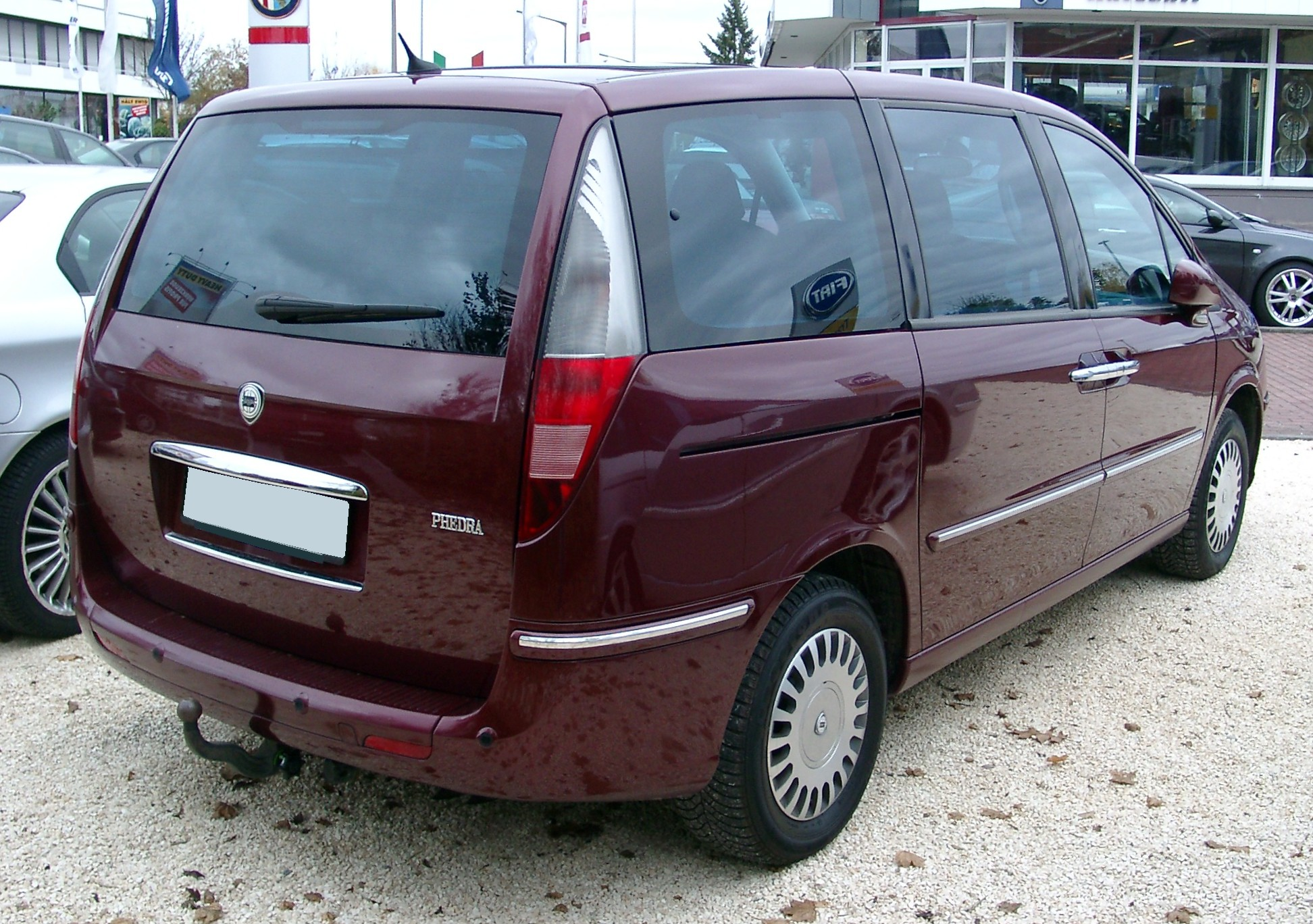
Achteraanzicht.

| Type             | Motor     | Motor     | Vermogen | Koppel | Overbrenging             | 0–100 km/h     | Topsnelheid    | Jaartal     |
| Type             | Inhoud    | Cilinders | Vermogen | Koppel | Overbrenging             | 0–100 km/h     | Topsnelheid    | Jaartal     |
| ---------------- | --------- | --------- | -------- | ------ | ------------------------ | -------------- | -------------- | ----------- |
| 2.0 JTD 16v      | 1.997 cm³ | 4-in-lijn | 110 pk   | 270 Nm | 5-bak / 4-traps automaat | 13,4 / 15,1 s  | 174 / 168 km/h | 2002 - 2006 |
| 2.0 Multijet 16V | 1.997 cm³ | 4-in-lijn | 120 pk   | 300 Nm | 5-bak                    | 12,9 s         | 180 km/h       | 2006 - 2010 |
| 2.0 Multijet 16V | 1.997 cm³ | 4-in-lijn | 136 pk   | 320 Nm | 5-bak                    | 12,4 s         | 190 km/h       | 2006 - 2011 |
| 2.2 JTD 16V      | 2.179 cm³ | 4-in-lijn | 128 pk   | 314 Nm | 5-bak                    | 12,6 s         | 182 km/h       | 2002 - 2006 |
| 2.2 Multijet 16V | 2.179 cm³ | 4-in-lijn | 170 pk   | 370 Nm | 6-bak / 6-traps automaat | 10,8 / 11,7sec | 200 / 197 km/h | 2008 - 2011 |

Huidige modellen:
Ypsilon
Recente modellen:
Dedra · 
Delta · 
Flavia · 
K · 
Lybra ·
Musa · 
Phedra ·
Prisma · 
Thema · 
Thesis · 
Trevi ·
Voyager - 
Y · 
Y10 · 
Z
Historische modellen na de Tweede Wereldoorlog:
2000 · 
Appia · 
Aurelia · 
Beta · 
D20 · 
D23 · 
D24 · 
D25 · 
D20 · 
Flaminia · 
Flavia · 
Fulvia · 
Gamma · 
Stratos
Historische modellen tijdens het Interbellum:
12 cil V · 
Aprilia · 
Ardea · 
Artena · 
Astura · 
Augusta · 
Dikappa · 
Dilambda · 
Kappa · 
Lambda · 
Trikappa
Historische modellen voor de Eerste Wereldoorlog:
Alfa · 
Beta 15/20HP · 
Dialfa · 
Didelta · 
Delta 20/30HP · 
Epsilon · 
Eta · 
Gamma 20HP · 
Theta · 
Zeta 12/15HP